# Anton-Joseph Ilk
 Anton-Joseph Ilk (n. 8 februarie 1951, Vișeu de Sus, Regiunea Baia Mare) este un etnolog și scriitor de limba germană, originar din România.
Părinții săi au fost Anton și Elisabeth Ilk, născută Zeppelzauer.
A urmat școala de cantori, apoi teologia, fiind hirotonit preot în 1977. În perioada 1977-1984 a fost capelan în Satu Mare, iar din 1984 preot în Baia Mare.
În anul 1998 a emigrat în Austria, unde a fost preot paroh în localitatea Alkoven. Din 2016 este preot pensionar în orașul Eferding.
Încă din tinerețe a cules folclor din regiunea locuită de țipțeri. Din 1970 a debutat cu publicații în ziare și reviste de limba germană din România. Prima carte i-a apărut în 1984, "Ter Zipser mit ter Laater".

## Scrieri
- Der Zipser mit ter Laater. Kschichtn, Editura Kriterion, București, 1984;
- Zipser Volksgut aus dem Wassertal, Editura N. G. Elwert, Marburg/Germania, 1990;
- Der singende Tisch. Zipser Volkserzählungen, Editura Dacia, Cluj, 1990;
- Überall auf und nirgend an. Zipser Volkserzählungen, Editura Dacia, Cluj, 1992;
- Geschichte des deutschen Schulwesens von Oberwischau, [Istoria învățământului german din Vișeu de Sus, lucrare scrisă în colaborare cu Johann Traxler], Nürnberg, 2009;
- Horrifying Characters in the Mythical Universe of the Fairy Tales of the Vaser Valley[nefuncțională – arhivă]
, în: Memoria ethnologica nr. 36-37, iulie-decembrie 2010 (an X);
- Die mythoepische Erzählwelt des Wassertales. Rolle und Funktion phantastischer Wesen im Leben der altösterreichischen Holzknechte, dargestellt in ihren mündlich überlieferten Erzählungen aus den Waldkarpaten, Adalbert-Stifter-Institut des Landes Oberösterreich, Linz, 2010.